# Hodā Barakāt
Hodā Barakāt (in arabo هدى بركات‎?; Bsharre, 7 settembre 1952) è una scrittrice e giornalista libanese attualmente residente a Parigi.
La sua trilogia di romanzi ambientati durante la guerra civile libanese affronta la questione del limite tra follia e lucidità nel contesto della violenza bellica.

## Biografia
Hodā Barakāt è nata nel 1952 a Bsharre, un villaggio di montagna nella Valle di Qadisha, nel nord del Libano. Nel 1975 si è laureata in letteratura araba a Beirut, città dove ha vissuto fino al 1989, quando si è trasferita a Parigi, dove lavora come giornalista.

## Opere
I suoi libri tradotti in italiano sono:
- Malati d'amore, (Jouvence)
- L'uomo che arava le acque, (Ponte alle Grazie)
- Diario di una straniera, (Ponte alle Grazie)
- Viva la Diva (Theatre)
- Corriere di notte (La nave di Teseo)

## Riconoscimenti
- Nel 2000 gli è stata assegnata la Medaglia Nagib Mahfuz per la Letteratura
- Nel 2019 ha vinto l'International Prize for Arabic Fiction (Ipaf) [1]